# Methanocaldococcus
Methanocaldococcus (лат.) — род архей из семейства Methanocaldococcaceae порядка Methanococcales. 
Коккоидные метаногены. Мезофилы, за исключением вида Methanocaldococcus jannaschii, являющегося гипертермофилом.

## Классификация
На июнь 2017 года в род включают 7 видов:
- Methanocaldococcus bathoardescens Stewart et al. 2015
- Methanocaldococcus fervens (Jeanthon et al. 1999) Whitman 2002
- Methanocaldococcus indicus L’Haridon et al. 2003
- Methanocaldococcus infernus (Jeanthon et al. 1998) Whitman 2002
- Methanocaldococcus jannaschii (Jones et al. 1984) Whitman 2002typus
- Methanocaldococcus villosus Bellack et al. 2011
- Methanocaldococcus vulcanius (Jeanthon et al. 1999) Whitman 2002